# Rubus sciocharis
Rubus sciocharis — вид квіткових рослин з родини трояндових (Rosaceae). Ареал: Велика Британія (Англія, Шотландія, Уельс), Данія, Нідерланди, Бельгія, Німеччина, Польща.

## Середовище
Населяє хащі, узлісся.

## Опис
Стебла дугасті, притуплено кутасті, з плоскими або злегка борознистими боками, зелені або коричнево-жовті, зазвичай з численними залозками, нещільно запушені простими або пучковими волосками. Колючки жовтуваті, світліші за стебла, розташовані нерівномірно, 3–5 мм завдовжки, прямі або злегка зігнуті, досить тонкі, (7)8–15 на 5 см. Листки 3–4- або частково 5-листочкові, матово-зелені, зверху запушені рідкісними притиснутими волосками, знизу запушені простими або пучковими волосками. Ніжки листків слабо запушені. Прилистки ниткоподібно-лінійні. Суцвіття конусоподібне, зазвичай облиствене до верхівки. Вісь суцвіття вигнута, досить нещільно-волосиста. Колючки прямі або злегка зігнуті, 3–4(5)&nbspмм завдовжки. Чашолистки зеленуваті або зеленувато-сірі, зазвичай із зірчастими волосками. Пелюстки білі, еліптичні, 13–18 мм завдовжки. Пиляки з довгими волосками. Молоді плодолистики (негусто) запушені.